# Пинус, Евгения Михайловна
Евгения Михайловна Пинус (7 (20) мая 1914, Вологда — 17 июня 1984, Ленинград) — советский востоковед, литературовед-японист, переводчица

, доктор филологических наук, профессор Ленинградского государственного университета.

## Биография
Евгения Михайловна Пинус родилась 20 мая 1914 года в Вологде. Племянница часовых дел мастера и казённого раввина Вологды Григория Яковлевича Пинуса. В 1939 году закончила филологический факультет Ленинградского государственного университета по специальности «Японская филология». В том же году стала преподавать японский язык и литературу. В 1946 году защитила кандидатскую диссертацию «Пейзажная лирика Токутоми». С 1956 года — доцент, с 1959 по 1982 годы — заведующая кафедрой японской филологии восточного факультета ЛГУ. В 1974 году была защищена докторская диссертация «Кодзики — записи о делах древности: книга первая свод мифов. Филологическое исследование». Профессор.
С 1968 года — член Союза писателей РСФСР.

## Научная деятельность
Научные интересы охватывали историю японской литературы от древнейших мифов Кодзики и средневековых новелл до творчества современных писателей Японии.
Е. М. Пинус интересовалась русско-японскими литературными связями, что нашло отражение в ряде статей: «Горький и японская литература» (1951), «Гоголь и русская классическая литература в Японии» (1954), «М. Шолохов в Японии» (1956).
Один из объектов исследования — творчество японского писателя Токутоми Рока (1868—1927), ставшее темой диссертационного исследования «Пейзажная лирика Токутоми». В дальнейшем его произведения были переведены и изданы в книге «Токутоми Рока. Избранное» (1978). Для издания была написана вступительная статья «Токутоми Рока — художник природы».
Изучалось наследие японского писателя Ихара Сайкаку (1642—1693). Над переводом Е. М. Пинус работала вместе с В. Н. Марковой. В 1959 г. вышла книга «Ихара Сайкаку. Новеллы» с предисловием Е. М. Пинус.
Интерес к японской мифологии появился в 60-х годах. После ряда статей, посвящённых мифологии Японии, к 1972 году подготавливается докторская диссертация «Кодзики — записи о делах древности: книга первая свод мифов. Филологическое исследование», опубликованная лишь в 1994 году. Переведён был первый из трёх свитков Кодзики, синкретического сочинения, соединяющего мифы, поэзию и исторические хроники. Первая часть представляет собой изложение космогонических мифов, истории сотворения земли, подвигов божественных предков, появления первого императора Японии.
Похоронена на Преображенском еврейском кладбище.

## Основные работы
- Горький и японская литература // Вестник Ленинградского университета. 1951. № 8.
- Гоголь и русская классическая литература в Японии // Н. В. Гоголь. Статьи и материалы. Л., 1954.
- М. Шолохов в Японии // Михаил Шолохов: сб.статей. Л.: Ленинградский государственный университет, 1956. С. 234—237.
- Средневековые военно-феодальные эпопеи — гунки (XIII—XIV вв.) // Памяти И. Ю. Крачковского. Л., 1958. С. 103—111.
- Городская литература в Японии XVII в. и вопросы развития лит. метода // Вестник ЛГУ. 1960. № 14.
- Древние мифы японского народа // Китай. Япония. История и филология. М., 1961. С.220-229.
- Японский миф о рыбаке и охотнике // Историко-филологические исследования: К 70-летию акад. Н. И. Конрада. М., 1967. С. 325—330.
- Человек в старой японской литературе // Теоретические проблемы изучения восточных литератур. М., 1969. С. 303—309.
- Краткая история литературы Японии: Курс лекций / Отв. ред. Е. М. Пинус. Л.: Изд-во Ленингр. ун-та, 1975. 119 с[5].
- Классическаяпроза Японии // Классическая проза Дальнего Востока, М., 1975.

### Переводы
- Ихара Сайкаку. Новеллы. Л.: Художественная литература, 1959. 229 с.
- Токутоми Рока. Избранное. Л.: Художественная литература, 1978. 208 с.
- Кодзики: Записи о деяниях древности. СПб.: ШАР, 1994. 312 с[5].
- История любовных похождений одинокой женщины: новеллы / пер. с яп. В. Марковой, Е. Пинус. М.: Комсомольская правда, Директ-Медиа, 2016.